# Hanaya Yohei

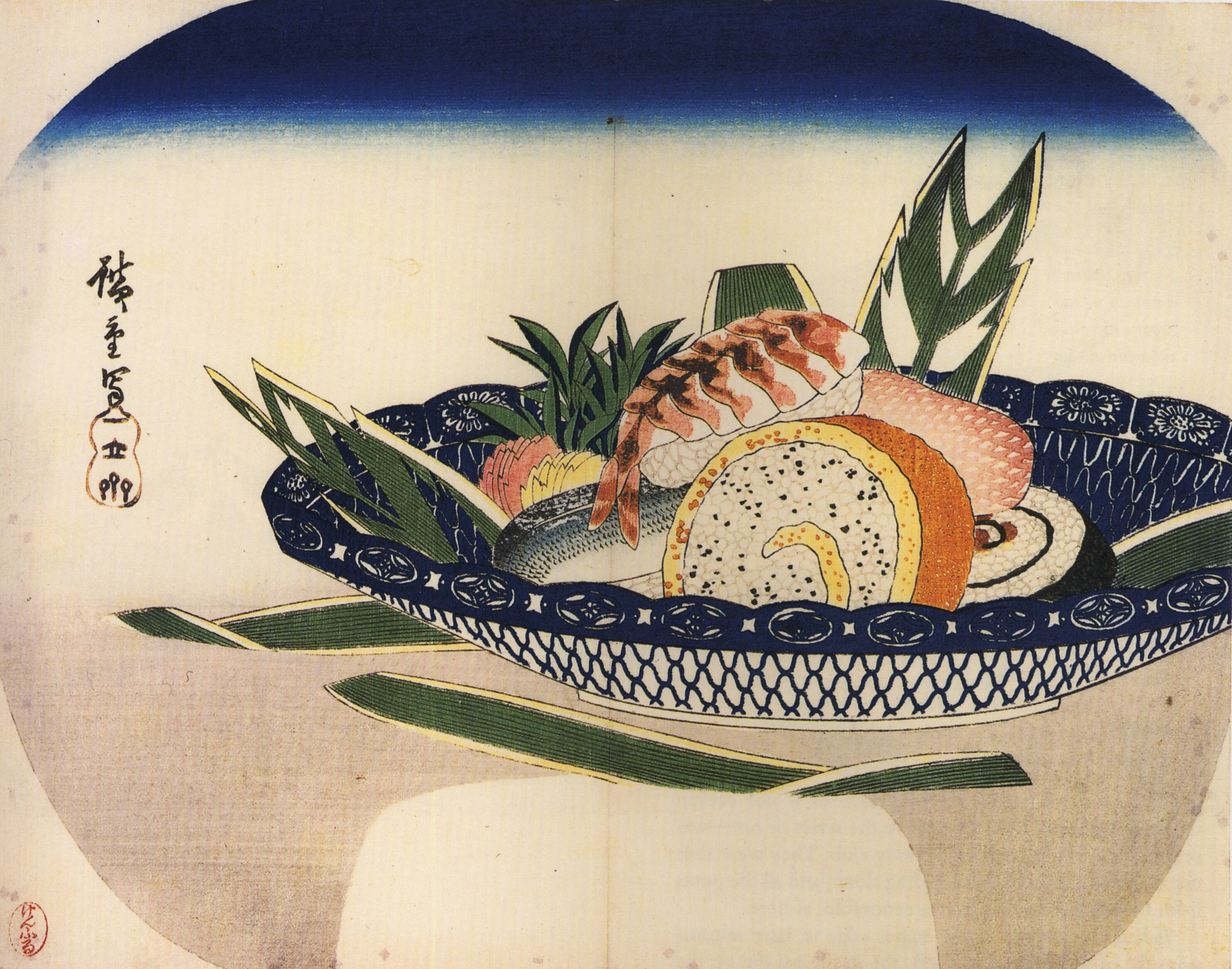
Sushi - por Hiroshige no período Edo.

Hanaya Yohei (華屋与兵衛, 1799 - 1858) foi um cozinheiro japonês que viveu no período Edo que criou uma forma fácil de fazer sushis.

## Invenção
Yohei nasceu onde hoje é Fukui e depois se mudou para Edo, atualmente Tóquio. Na época Edo era provavelmente era a maior cidade do mundo no início do século XIX e era conhecida pela pressa de seus moradores e a ideia que Yohei desenvolveu foi de marinar o pescado (principalmente atum) em molho de soja ou em vinagre de arroz para evitar sua rápida decomposição, e logo servir com arroz. Essa técnica era uma forma primitiva de fast-food que não era fermentada, pois era preparada rapidamente, e podia ser comida em bancas armadas na rua ou em teatros. Outro aspecto que ajudou Yohei, foi o auxílio de Matazaemon Nakano, que providenciou o ingrediente essencial do vinagre. O primeiro quiosque aberto por ele no bairro de Ryōgoku, chamado Yohei-zushi, foi um sucesso, como atesta um haikai da época:
Amontoados juntos
Angustiados na espera
Fregueses apertam as mãos
Yohei aperta sushi
O restaurante de Yohei permaneceu no local original até 1932.